# Cormagdalena
La Corporación Autónoma Regional del Río Grande de la Magdalena (Cormagdalena) tiene como objeto la recuperación de la navegación del rio Magdalena, de la actividad portuaria, la adecuación y conservación de tierras, la generación y distribución de energía así como el aprovechamiento sostenible de la cuenca del rio Magdalena. Además, de la preservación del medio ambiente, los recursos ictiológicos y demás recursos naturales renovables. 
Cormagdalena fue creada por el artículo 331 de la Constitución Política, como un ente corporativo especial del orden nacional con autonomía administrativa, presupuestal y financiera, dotado de personería jurídica propia, el cual funcionará como una Empresa Industrial y Comercial del Estado sometida a las reglas de las Sociedades Anónimas, en lo no previsto por la presente Ley. Además, de la Ley 161 de 1994.

## Jurisdicción
Su jurisdicción cobija a los municipios rivereños del rio Magdalena y el Canal del Dique. Desde su nacimiento en el Macizo Colombiano, en la colindancia de los departamentos de Huila y Cauca (jurisdicción de los Municipios de San Agustín y San Sebastián respectivamente), hasta su desembocadura en Barranquilla y Cartagena. Así mismo, su jurisdicción comprende además los municipios: Sucre, Majagual y Guaranda (en Sucre), Victoria (Caldas), Achí (Bolívar) y Puerto Colombia (Atlántico).

## Funciones y Facultades
Cormagdalena tiene las siguientes funciones y facultades:
- Elaborar, adoptar, coordinar y promover la ejecución de un plan general para el desarrollo de sus objetivos, en concordancia con el Plan Nacional de Desarrollo.
- Participar en la preparación y definición de los planes y programas de desarrollo de las entidades territoriales, regionales o sectoriales comprendidas en su jurisdicción: en las materias relacionadas con su objeto, con el fin de asegurar la realización de las actividades que se contemplan en los planes adoptados por la corporación.
- Formular y adoptar mecanismos para la coordinación y ejecución de sus planes, programas y proyectos, por parte de las entidades públicas y privadas delegatarias, concesionarias o contratistas, así como para su evaluación, seguimiento y control.
- Promover y facilitar la participación comunitaria en los procesos de toma de decisiones y en las acciones de ejecución de los planes y programas de la corporación.
- Asesorar administrativa, técnica y financieramente, a las entidades territoriales de su jurisdicción en las actividades que contribuyan al objeto de la corporación.
- Promover, impulsar y asistir técnica y financieramente la formación y actividades de asociaciones, cooperativas y toda clase de agrupaciones comunitarias que persigan el desarrollo y la explotación adecuada de los recursos ictiológicos y agrícolas en el área de actividades de la Corporación, dentro de los parámetros de protección de los recursos naturales y del medio ambiente.
- Promover y participar en la creación de sociedades portuarias en las poblaciones ribereñas del Río Magdalena, que contribuyan a desarrollar el servicio del transporte fluvial y su integración con otros medio complementarios. Para el efecto, la corporación podrá ceder en concesión o aportar las instalaciones y equipos de su patrimonio.
- Promover la ejecución o ejecutar directamente, o en asocio con otros entes públicos y privados, proyectos de adecuación de tierras, avenamiento y control de inundaciones, operar y administrar dichos proyectos o darlos en concesión y delegar su administración y operación en otras personas públicas y privadas, así como establecer las contribuciones de valorización correspondientes y las tarifas y tasas por la utilización de sus servicios, de conformidad con las normas y políticas del sistema nacional de adecuación de tierras.
- Participar en sociedades o asociaciones que se creen y organicen con o sin participación de personas privadas, para cumplir más adecuadamente con sus funciones, o para objetos análogos o complementarios.
- Ejercer las funciones correspondientes a la Dirección General de la Navegación y Puertos y a las Intendencias Fluviales del Ministerio de Transporte, para los efectos de la navegación y la actividad portuaria en la totalidad del Río Magdalena y sus conexiones fluviales, excepto las relativas a la reglamentación y control del tráfico fluvial, que continuará siendo de competencia de dicha Dirección.
- Ejercer las funciones que otras entidades públicas le deleguen, siempre y cuando sean compatibles con las funciones de que trata el numeral 2 o que contribuyan a su ejercicio.
- Establecer y cobrar tasas o tarifas por los servicios que preste, así como contribuciones por valorización, originada por la ejecución de sus proyectos y peaje, por el uso de las vías que construya o adecue.
- Fomentar y apoyar financieramente la adecuación y explotación de las posibilidades que para la creación social, ofrecen el Río Magdalena y sus zonas aledañas.
- Adoptar las disposiciones necesarias para la preservación del equilibrio hidrológico de la cuenca, conforme a las disposiciones medio ambientales superiores y en coordinación con las corporaciones autónomas regionales encargadas de la gestión medio ambiental en el área de su jurisdicción.
- Ejecutar y promover la ejecución de proyectos de generación y distribución de energía eléctrica, conforme a las discusiones superiores y a las políticas sectoriales.
- Promover el aprovechamiento sostenible de los recursos hidrobiológicos y demás recursos naturales renovables, conforme a las políticas naciones y con sujeción a las normas superiores y adelantar programas empresariales que involucren a la comunidad ribereña y propendan por el aumento de su nivel de vida.
- Imponer las sanciones y multas por violaciones a la normatividad, conforme a la ley o los reglamentos..
- Asesorar, armonizar y coordinar las actividades, desde todas las entidades públicas privadas, que incidan en el comportamiento hidrológico de la cuenca.
- Elaborar los estudios y programas tendientes a la configuración o complementación de un plan general de ordenamiento y manejo integral de la cuenca, que deberá ser adoptado por la Corporación para su progresiva aplicación, bajo la supervisión y coordinación de la misma.

## Seccionales
- Sede Principal: Barrancabermeja.
- Oficina de Gestión y Enlace: Bogotá.
- Seccional Barranquilla.
- Seccional Honda.
- Seccional Neiva.
- Seccional Magangué.